# Коростелёва, Римма Борисовна
Римма Борисовна Коростелёва (род. 19 мая 1959; СССР) — советская и российская актриса театра и кино. Заслуженная артистка  Российской Федерации (1999).

## Биография
Родилась 19 мая 1959 года в СССР.
В 1980 году окончила Театральное училище имени М.С. Щепкина (курс В. Коршунова) и была принята в труппу Московского Художественного театра МХАТ.
В театре МХТ им. А.Чехова с 1987 года, в другом театре МХАТ (с 1980 - 1987 год). Продолжает сниматься в качестве актрисы в фильмах и театре.

## Личная жизнь
В молодости Римма Коростелёва состояла в отношениях с Олегом Меньшиковым. Они познакомились на съёмках фильма «Полоса препятствий» (1984), начали встречаться. Однажды, когда Меньшиков собирался уезжать на съёмки, Коростылёва, желая вызвать ревность, объявила о том, что уезжает в Киев с приятелем Меньшикова. Эта её шалость не осталась без последствий: Меньшиков бросил Коростылёву, не желая допустить даже возможность предательства. Коростелёва до сих пор сожалеет о своём расставании с Меньшиковым из-за собственного легкомыслия.
У Риммы Коростелёвой есть дочь.

## Фильмография
- 1980 — Этот фантастический мир. Выпуск 3
- 1980 — Серебряные Озёра - Галя Васильева
- 1981 — В начале игры - Нина, журналист — главная роль
- 1981 — В последнюю очередь - Лариса
- 1983 — Дублёр начинает действовать - Хейли, технолог
- 1983 — Летаргия - Маша, дочь Бекасова
- 1983 — Отцы и дети — Катя, сестра Одинцовой
- 1984 — Волоколамское шоссе (фильм-спектакль), (Варя Заовражина, невеста Момыш-улы, военфельдшер)
- 1984 — Полоса препятствий (Нина, невеста Межирова, художница)
- 1986 — Лермонтов (спутница Лермонтова)
- 1986 — Путь (фильм-спектакль), (Анна Ульянова)
- 1986 — Там, где нас нет (Катя)
- 1993 — Я — Иван, ты — Абрам | Ivan and Abraham | Moi Ivan, toi Abraham (Беларусь, Франция), (эпизод)
- 1994 — Молочный фургон не останавливается больше здесь (фильм-спектакль), (Блэки, секретарь миссис Гофорд)
- 2001 — Конференция маньяков (Антонина — главная роль)
- 2002 — Цирк
- 2003 — Сыщики-2 (Варвара. В титрах — Коростылева. Уйти и не вернуться | Фильм 5
- 2007 — Закон и порядок: Отдел оперативных расследований −1 (2006, Обратный отсчет | фильм 12. Эпизод)
- 2007 — Закон и порядок: Отдел оперативных расследований −2 (Лариса Троепольская, врач). Жертвы | фильм 5
- 2008 — Ундина (фильм-спектакль), (русалка и придворная дама)
- 2016 — Петербург. Только по любви - Виктория Всеволодовна, гримёр
- 2020 — Северный ветер —  тень Алисы

## Роли в театре

### Спектакли в МХАТ
- XX век. Бал, актер
- Мастер и Маргарита, Жена Семплеярова, Зрители Театра Варьете, гости на балу

### Другое
- «Валентин и Валентина» М. Рощина (реж. О. Ефремов, 1971) — Валентина
- «Чайка» А. П. Чехова (реж. О. Ефремов, 1980) — Маша, позднее – Полина Андреевна
- «Тартюф» Мольера (реж. А. Эфрос, 1981) — Марианна, Эльмира
- «Татуированная роза» Т. Уильямса (реж. Р. Виктюк, 1982) — Эстелла Хогенгартен
- «Тамада» А. Галина (реж. К. Гинкас, 1986) — Лена
- «Перламутровая Зинаида» М. Рощина (реж. О. Ефремов, 1987) — Патриция
- «Вишневый сад» А. П. Чехов (реж. О. Ефремов, 1989) — Варя
- «Я построил дом» В. Павлова (реж. Ю. Калантаров, В. Павлов, 1989) — Ксюша
- «Варвары» М. Горького (реж. О. Ефремов, 1989) — Катя
- «Ундина» Ж. Жироду (реж. Н. Скорик, 1990) — Русалка, Придворная дама
- «Яма» А. Куприна (реж. В. Козьменко-Делинде, 1990) — Люба
- «Красивая жизнь» Ж. Ануя (реж. В. Ланской, 1991) — Гертруда фон Куберстроф
- «Блаженный остров» М. Кулиша (реж. Н. Шейко, 1993) — Хростенька
- «Преступление и наказание» Ф. М. Достоевского (реж. В. Сергачёв, 1996) — Дуня
- «Пьемонтский зверь» А. Курейчика (реж. В. Сенин, 2003) — Сестра Бернарда
- «Король Лир» В. Шекспира (реж. Т. Судзуки, 2004) — Медсестра
- «Соломенная шляпка из Италии» Э. Лабиша (реж. Т. Буве, 2013) – Гостья на свадьбе Фадинара
- «Северный ветер» (автор и режиссёр Р. Литвинова, 2017) — Лотта
- «Звезда вашего периода» (автор и режиссёр Р. Литвинова, 2021) — Актриса Р
- «Заговор чувств» Ю. Олеши (реж. С. Женовач, 2021) — Хозяйка дома
(В рамках международного проекта МХТ «Французский театр. Впервые на русском» (2010), сыграла Медсестру в эскизе Ф. Шемена «Несвоевременный визит» по пьесе Копи и Елену в эскизе С. Гурмелона «В стране далёкой» по пьесе Ж. -Л. Лагарса.

## Критика, отзывы
Кинокритик Феликс Андреев в своей рецензии на фильм «Полоса препятствий» в журнале «Искусство кино» не выделил отдельно роль Нины Межировой (невесты/жены главного героя), сыгранную Риммой Коростелёвой, перечислив её в числе «команды», словно запрограммированной постановщиком и драматургом на подачу главному герою Межирову реплик, необходимых по ходу действия, и на его обрамление. По мнению Андреева, отсутствие каких-нибудь индивидуальных ярких  характеристик не позволило участникам этой «команды» зажить полнокровной экранной жизнью.
Кинокритик Алексей Ерохин в своей рецензии на фильм «Полоса препятствий» на страницах газеты «Советская культура» упомянул роль жены Межирова (в исполнении Риммы Коростелёвой) лишь в связи с повторяемыми ею и мудрым мастером из «склейки» Михаилом Сергеевичем (в исполнении Зиновия Гердта) фразами «Вовик, не гуляй!» и «Одумайся, Вовик!».
Рената Литвинова, рассказывая в интервью журналу «Marie Claire» о своём новом фильме «Северный ветер», отметила мхатовскую актрису Римму Коростелёву, сыгравшую тень-компаньонку главы клана Вечной Алисы, как одну из трёх прошедших с нею долгий киношный путь актёров (двое других — Соня Эрнст и Кирилл Трубецкой), которых она взяла в киносъёмку из состава актёров ранее поставленного Литвиновой спектакля по тому же сюжету и с тем же названием. По словам Ренаты Литвиновой, она недооткрыла этих актёров в прежних ролях, и потому продолжила исследование в кинокартине. Также Литвинова взяла этих актёров в репетиции своей новой пьесы, что, по её словам, «уже какие-то семейно-рабочие отношения».

## Звания и награды
- Заслуженная артистка Российской Федерации (1999)[7][8]
- Золотая премия «Чайка» МХТ (35 лет работы в театре МХТ, 2015 год)[9]
- Золотая премия «Чайка» МХТ (35 лет работы в театре МХТ, 2021 год)

## Издания
- "И Пушкин вас поведет--": репетиции спектакля "Борис Годунов" во МХАТе им. А.П. Чехова: незавершенная постановка 1989 года.— Государственный Пушкинский театральный центр, 2000.— 248с
- Людмила Петрушевская, Li︠u︡dmila Petrushevskai︠a︡. Девятый том. — ЭКСМО, 2003. — 424 с. — ISBN 978-5-699-02230-4.
- Светлана Анатольевна Савина. МХТ: взгляд из-за кулис : действие второе : театральные рассказы. — АСТ, 2008. — 376 с. — ISBN 978-5-17-050061-1.